# N848 (België)
De N848 is een gewestweg in de Belgische provincie Luxemburg. Deze weg vormt de verbinding tussen Saint-Hubert (N849) en Martelange (N4).
De totale lengte van de N848 bedraagt ongeveer 43 kilometer, exclusief het onderbroken gedeelte tussen Morhet en Vaux-sur-Sûre.

## Plaatsen langs de N848
- Saint-Hubert
- Jenneville
- Morhet
- Cobreville
- Winville
- Volaiville
- Fauvillers
- Bodange
- Wisembach
- Radelange
- Martelange